# مانیستی (آلاباما)
مانیستی (به انگلیسی: Manistee) یک منطقهٔ مسکونی در ایالات متحده آمریکا است که در آلاباما قرار دارد. مانیستی ۵۰٫۹ متر بالاتر از سطح دریا واقع شده‌است.